# لينتون تاونز
لينتون تاونز (بالإنجليزية: Linton Townes)‏ مواليد 30 نوفمبر 1959م في ريتشموند، هو لاعب كرة سلة أمريكي معتزل. بدأ مسيرته الاحترافية في سنة 1982م. تم اختياره من قبل فريق بورتلاند ترايل بلايزرز خلال الدرافت. يبلغ طوله 6 قدم 7 بوصة (2.0 م). اعتزل اللعب في 1999م.

## المسيرة الاحترافية
لعب مع بورتلاند ترايل بلايزرز في موسم 1982–1983، ثم لعب مع ميلووكي باكز في سنة 1983م، ثم لعب مع لوس أنجلوس كليبرز في موسم 1983–1984، ثم لعب مع سان أنطونيو سبرز في سنة 1985م، ثم لعب مع ريال مدريد لكرة السلة في الدوري الإسباني في موسم 1985–1986م.

## روابط خارجية
- لينتون تاونز على موقع إن بي أي (الإنجليزية)
- لينتون تاونز على موقع سبورتس رفرنس (الإنجليزية)
- لينتون تاونز على موقع الدوري الإسباني لكرة السلة (الإسبانية)
- لينتون تاونز على موقع كرة السلة الأوروبية.كوم (الإنجليزية)
- لينتون تاونز على موقع كلية كرة السلة في سبورتس رفرنس.كوم (الإنجليزية)
- لينتون تاونز على موقع ريلجم (الإنجليزية)
- لينتون تاونز على موقع بروبوليرز (الإنجليزية)
- لينتون تاونز على موقع سبورتس رفرنس (الإنجليزية)